# 欧洲E19公路
欧洲E19公路（E19）是欧洲的一条国际公路，起点为荷兰阿姆斯特丹，经过比利时，终点为法国巴黎，全长约551公里。

## 线路
欧洲E19公路穿过以下主要城市：

- 荷兰：阿姆斯特丹 - 海牙 - 莱斯韦克 - 鹿特丹 - 布雷达
- 比利时：安特卫普 - 布鲁塞尔 - 蒙斯
- 法国：瓦朗谢讷 - 康布雷 - 贡比涅 - 巴黎

## 沿途风景

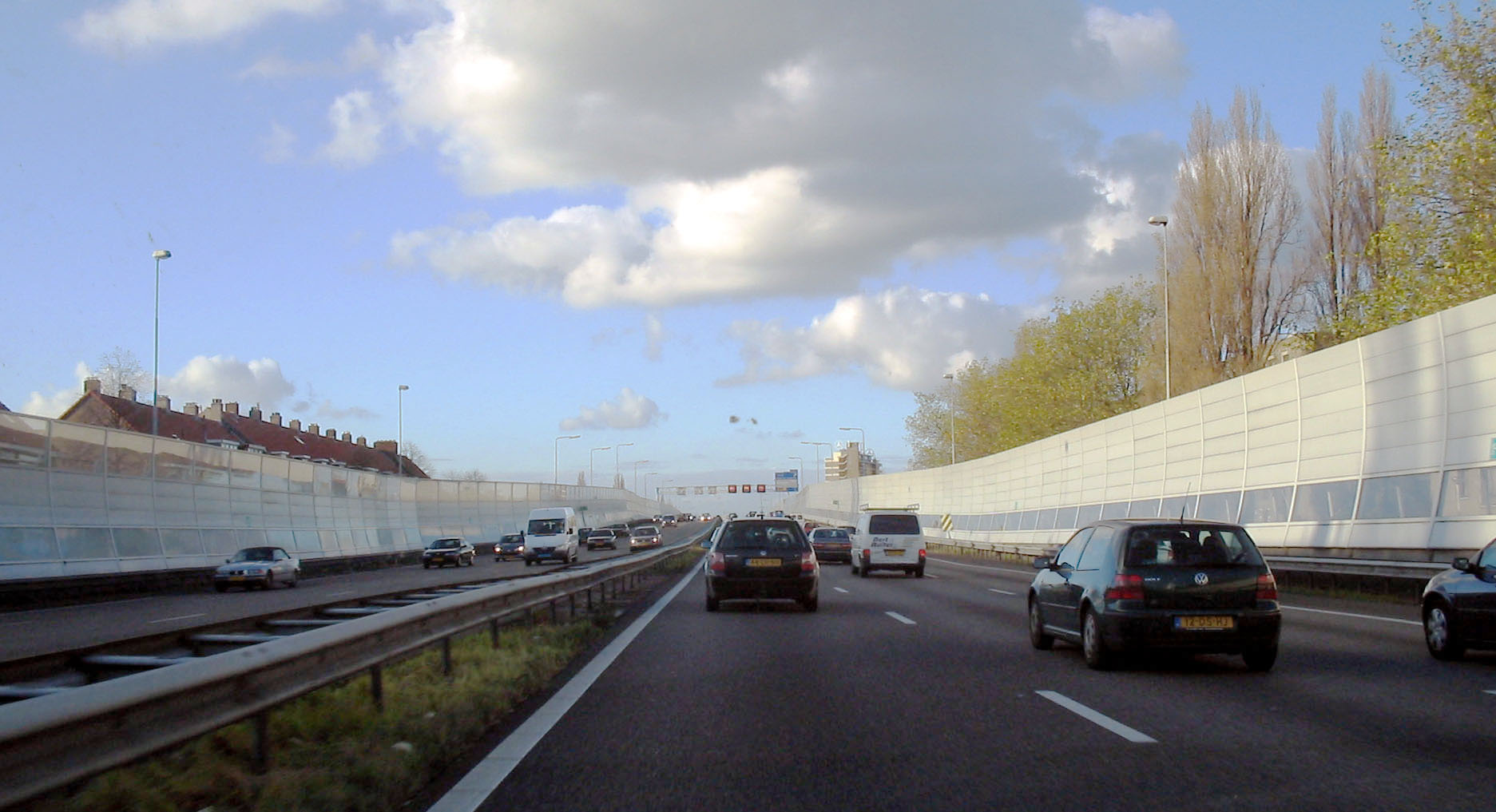
欧洲E19公路经过荷兰鹿特丹
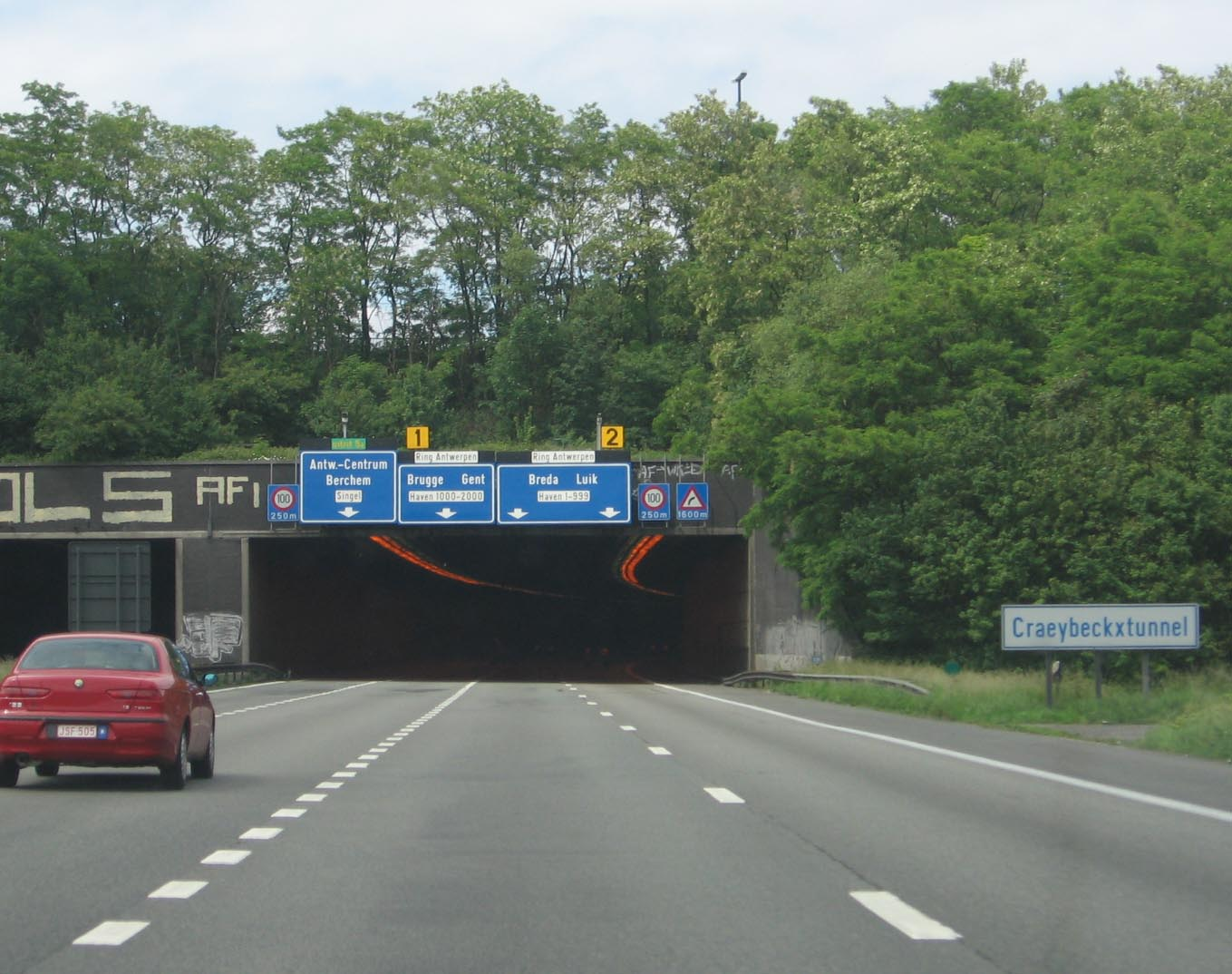
欧洲E19公路经过比利时安特卫普